# Шах-Хусейн
Шах-Хусейн (пушту شاه حسين هوتک; д/н– 1738) — останній емір Великого Кандагару в 1725—1738 роках.

## Життєпис
Походив з династії Хотакі. Син Мір Вайса, еміра Великого Кандагару. 1725 року після смерті свого брата Мір Махмуда успадкував трон Кандагару, в той час як в Персії владу захопив стриєчний брат Мір Ашраф Шах. Надав тому незначну допомогу у війні із шахом Тахмаспом II.
1729 року після поразки Мір Ашраф Шаха в Персії не дозволив тому рушити до Кандагару. Зрештою останній 1730 року загинув в Белуджистані. Разом з тим Шах Хусейн планував підкорити Герат, надавши еміру Зульфікар Хану з пуштунського племені абдалі, що 1727 року утворило Гератський емірат, військову допомогу під орудою Мухаммада Сейдал Хана. Втім 1732 року перські війська захопили Герат. 1733 року в результаті декількох кампаній підкорив Белуджистан.
У квітні 1737 року новий перський шах Надир виступив проти Шах-Хусейна, якому завдав поразки, підійшовши до Канадагару. Останній впав березні 1738 року. Хусейн із групою прихильників сховався у міській фортеці. Наступного дня, 25 березня, він здався Надир Шаху. За цим його разом з іншими представниками династії Хотакі було відправлено до Мазендерану, де того ж року страчено.

## Творчість
Був відомим поетом, що складав вірші мовою пушту.